# Carlos del Pozo
El barítono bajo español Carlos Rodríguez del Pozo nació en Manila, Filipinas, en 1885. Era hijo del gobernador de la capital cuando el país era aún colonia española. Murió en Madrid el 28 de octubre de 1943.
Siempre estuvo vinculado al Teatro Real de Madrid, donde era comprimario. Entre sus principales papeles cabe destacar: el Wagner del Fausto de Gounod en 1911; el Silvio de I Pagliacci junto a Titta Ruffo en 1913 y el papel titular de Rigoletto en 1924.
Al cerrarse el Teatro Real, del Pozo, creó su propia compañía lírica junto a Ángeles Ottein y Armand Crabbé, con la que recorrieron los teatros españoles durante unos años.
En 1927 cantó en el teatro de la Zarzuela de Madrid Mignon junto a Conchita Supervía, Roberto D'Alessio y Felipe Romito. En 1928 y en el mismo teatro participó en Los cuentos de Hoffmann junto a Vicente Sempere, Matilde Revenga, Hina Spani, Pina Raymondo y Giulio Fregosi.
En 1932 alcanzó un gran éxito con el Don Bartolo de El Barbero de Sevilla en el teatro Calderón junto a María Espinalt, Vicente Simón, Carlo Morelli y Aníbal Vela.
Así mismo fue locutor radiofónico en Unión Radio de Madrid, formando pareja con el periodista Luis Medina y Josefina Carabias.
Casado con Ramona Nieto Iglesias, soprano y hermana de Ofelia Nieto y Ángeles Ottein, y tenía una hija que también se dedicó a la canción lírica y la enseñanza, Marimí del Pozo.

## Discografía
- Marina: cuarteto "Seca tus lágrimas".
- Matilde Revenga, Miguel Fleta y Emilio Sagi Barba.
- Director de Orquesta: Maestro Gelabert

Discográfica: Gramophone (La Voz de su Amo) 1928